# Teutberge (fille de Boson l'Ancien)
Pour les articles homonymes, voir Teutberge.
Teutberge (morte avant 875) est une princesse franque, membre de la famille des Bosonides, épouse du roi Lothaire II de Lotharingie.

## Biographie
Fille du comte d'Arles Boson l'Ancien, elle épousa pour des raisons politiques Lothaire II en 855. Les tentatives de Lothaire pour obtenir le divorce occupèrent une grande partie de son règne.
Comme Teutberge ne lui donnait pas d'enfants, Lothaire voulut épouser sa maîtresse Waldrade pour légitimer ses enfants. Dès 857, Lothaire fit emprisonner Teutberge en l'accusant de relations incestueuses avec son frère Hucbert. Malgré l'ordalie par l'eau bouillante que Teutberge passa avec succès, elle est condamnée par un concile local en 860. Défendue résolument par l'archevêque de Reims Hincmar, deux autres conciles locaux organisés par Lothaire vinrent confirmer la sentence du premier et autoriser le remariage, ce qui permit au roi d'épouser Waldrade en 862.
Les partisans de Teutberge ne désarmèrent pas : Teutberge réussit à s'enfuir et à se réfugier auprès du roi de Francie occidentale Charles II le Chauve. Elle fit appel au pape Nicolas Ier qui annula les décisions des précédents conciles. Menacé d'excommunication et soupçonnant Charles le Chauve de préparer le partage de son royaume, Lothaire céda et reprit sa femme en 865.
Teutberge rappelée, puis bientôt après répudiée de nouveau, eut à subir toutes sortes d'avanies et de misères auxquelles elle n'échappa qu'en se réfugiant près du roi Charles le Chauve, qui lui donna, selon ses vœux, pour asile, l'abbaye d'Avenay.
Mais Lothaire rappela Waldrade. Aussitôt excommunié, il dut aller plaider sa cause auprès du nouveau pape Adrien II au Mont-Cassin. C'est lors du voyage de retour qu'il mourut à Plaisance en 869 : n'ayant pu régulariser la situation de ses enfants illégitimes, son royaume fut partagé entre ses oncles Charles II le Chauve et Louis II de Germanie par le traité de Meerssen.
Teutberge se retira alors à l'abbaye Sainte-Glossinde de Metz.